# Carlos Bianchi
Carlos Bianchi (* 26. April 1949 in Buenos Aires) ist ein argentinischer Fußballtrainer und ehemaliger -spieler.

## Fußballspieler
Als Sohn einer Kioskbesitzer-Familie im Stadtteil Villa Real aufgewachsen, debütierte er 1967 in der ersten Mannschaft von Vélez Sársfield bei einem Spiel gegen die Boca Juniors. Sein erstes Tor für den Verein aus dem Stadtteil Liniers erzielte er am 7. Juli 1968 anlässlich eines Ligaspiels bei den Argentinos Juniors. Im gleichen Jahr gewann er mit Vélez auch die nationale Meisterschaft. Insgesamt erzielte er dort in 165 Partien 121 Tore (entsprechend 0,73 Treffern pro Spiel). Noch effizienter war er in Frankreichs höchster Spielklasse mit 179 Toren in 220 Begegnungen (0,81).
1973 lotste ihn Henri Germain, der Präsident von Stade Reims, nach Frankreich, wo er seinen Landsmann Delio Onnis ablöste und auf Anhieb zu ersetzen vermochte. Für die Elf aus der Champagne gelangen Bianchi in 124 Ligaspielen 107 Tore, zudem wurde er 1974, 1976 und 1977 Torschützenkönig der französischen Liga. Dabei hatte er aufgrund eines doppelten Beinbruchs, den er bei einem Zusammenprall mit Gallego während eines Freundschaftsspiels von Reims gegen den FC Barcelona im Oktober 1974 erlitten hatte, fünf Monate pausieren müssen. Es folgten Stationen bei Paris Saint-Germain (1977–1979; ebenfalls Torschützenkönig) und Racing Straßburg (1979/80).
Anschließend kehrte er nach Argentinien zu seinem Heimatverein Vélez Sársfield zurück, ehe er während der Saison 1984/85 seine Karriere bei Stade de Reims, inzwischen nur noch in der Division 2 vertreten, aufgrund einer hartnäckigen Schambeinentzündung beenden musste.
Trotz großer Erfolge auf Vereinsebene durfte sich Carlos Bianchi nur in 14 Spielen (7 Tore) das Trikot der argentinischen Nationalmannschaft überstreifen. Die Teilnahme an einer Fußball-Weltmeisterschaft blieb ihm ebenfalls verwehrt.
In Frankreichs höchster Spielklasse gelangen ihm nicht nur 30 doppelte und sieben dreifache Torerfolge in jeweils einem Spiel, sondern sogar zwei vier- und je ein fünf- bzw. sechsfacher. Laut offiziellen Angaben rangiert Bianchi in der Liste der besten Club-Torjäger aller Zeiten mit 385 Treffern an 8. Stelle.

### Titel als Spieler
- 1968 Gewinn der argentinischen Metropolitano-Meisterschaft mit Vélez Sársfield

### Persönliche Erfolge als Spieler
- Französischer Torschützenkönig 1974, 1976, 1977, 1978, 1979
- Insgesamt neuntbester Torschütze aller Zeiten in der höchsten französischen Liga

## Trainer
Unmittelbar nach dem Ende seiner aktiven Laufbahn, verdingte er sich als Trainer. Von 1984 bis 1988 arbeitete er bei Stade de Reims, ehe er je eine Spielzeit bei OGC Nizza (1989/90) und Paris Saint-Germain (1991/92) zubrachte.
1993 übernahm er seinen Heimatverein Vélez Sársfield, den er 1993 prompt zur Clausura-Meisterschaft führte. Ein Jahr später gewann er nach Endspielsieg über den FC São Paulo auch die Copa Libertadores, bevor im gleichen Jahr mit dem Weltpokalsieg über den AC Mailand der bis dato größte Triumph folgte. Mit Vélez gewann er zudem 1995 die Apertura-Meisterschaft und 1996 die Copa Interamericana.
Anschließend wechselte er nach Italien zum AS Rom, der ihn jedoch schon zehn Monate später wegen einer sportlichen Talfahrt feuerte.
Nach kurzer Pause, in der er als Sportdirektor bei Paris FC arbeitete, setzte er seine Trainerlaufbahn 1998 bei den ins Schlingern geratenen Boca Juniors fort. Den beliebtesten Verein des Landes führte er binnen kürzester Zeit zu neuem Glanz. Nach zwei Halbjahresmeisterschaften folgte im Jahre 2000 der Gewinn der Copa Libertadores durch einen Sieg im Elfmeterschießen gegen den brasilianischen Verein SE Palmeiras. Im selben Jahr wurde Real Madrid im Finale des Weltpokals besiegt. Mit Spielern wie Martín Palermo, Óscar Córdoba und Juan Román Riquelme holte er 2001 erneut die Copa Libertadores, scheiterte im Weltpokalfinale aber knapp an Bayern München.
Nur ein Jahr nach seinem Rücktritt wurde er von den abermals Schiffbruch erleidenden Boca Juniors zurückgeholt. Erneut holte er auf Anhieb die argentinische Halbjahresmeisterschaft sowie die Copa Libertadores. Aufgrund eines Erfolgs über den AC Mailand wanderte auch der Weltpokal zurück in die Vitrinen der Boca Juniors. Zwölf Monate später scheiterte er in einem weiteren Finalspiel der Copa Libertadores nur um Haaresbreite am kolumbianischen Verein Once Caldas.
Bianchi trat wegen nicht ausreichender sportlicher Perspektive zurück und legte eine einjährige Pause ein, ehe er zur Saison 2005/06 einen Zwei-Jahres-Vertrag bei Atlético Madrid unterschrieb. Doch auch der zweite Versuch, im europäischen Fußball Fuß zu fassen, scheiterte vorzeitig, da Bianchi nach nur sechs Monaten mangels Erfolg entlassen wurde. Zum Jahreswechsel 2012/2013 kehrte Carlos Bianchi zu den Boca Juniors zurück.

## Erfolge als Trainer

### Vereine
International
- Copa Libertadores (4): 1994 (Vélez Sársfield), 2000, 2001, 2003 (alle Boca Juniors)
- Weltpokal (3): 1994 (Vélez Sársfield), 2000, 2003 (beide Boca Juniors)
- Copa Interamericana: 1996 (Vélez Sársfield)

National
- Argentinische Apertura-Meisterschaft (4): 1995 (Vélez Sársfield), 1998, 2000, 2003 (alle mit Boca Juniors)
- Argentinische Clausura Meisterschaft (3): 1993, 1996 (beide Vélez Sársfield), 1999 (Boca Juniors)

### Persönliche Erfolge als Trainer
- 1998 Südamerikanischer Trainer des Jahres
- 2000 Südamerikanischer Trainer des Jahres
- 2001 Südamerikanischer Trainer des Jahres
- 2001 Weltclubtrainer des Jahres
- 2003 Südamerikanischer Trainer des Jahres
- 2003 Weltclubtrainer des Jahres

### Sonstiges
- Bianchi ist mit vier gewonnenen Titeln der erfolgreichste Trainer in der Geschichte der Copa Libertadores. Einen gewann er mit Vélez Sársfield (1994) und drei mit den Boca Juniors (2000, 2001, 2003).
- Mit drei gewonnenen Titeln ist Bianchi der erfolgreichste Trainer in der Geschichte des Weltpokals. Er gewann ihn einmal mit Vélez Sársfield (1994) und zweimal mit den Boca Juniors (2000, 2003)
- Bianchi ist der einzige Trainer, dem es gelang, den Weltpokal mit mehr als einem Verein zu gewinnen (Vélez Sársfield, Boca Juniors).